# 여자의 거울
《여자의 거울》은 1993년 9월 27일부터 이듬해 2월 12일까지 방영되었던 SBS 아침드라마다.

## 내용
고난하고 인내를 통해 진정한 사랑의 의미하고 가정의 소중함에 대한 가치관을 그린 작품.

## 제작진
- 연출 : 공영화
- 극본 : 최현경

## 출연
- 정애리(서명애) : 정상우 아내, 서태일· 마 여사 부부 장녀, 서경애 언니
- 길용우(정상우) : 서명애 남편, 서경애 형부, 서태일·마인순 여사 부부 맏사위
- 이승신(김원희)
- 박근형(서태일) : 서명애·서경애 자매의 친정아버지, 정상우(맏사위)·박태현(막냇사위)의 장인, 마 여사 남편
- 김용림(마인순 여사) : 서태일 부인, 서명애·서경애 자매의 친정엄마, 정상우(맏사위)·박태현(막냇사위) 장모
- 엄유신(재선)
- 오현정(서경애) : 정상우 처제, 서태일· 마인숙 여사 부부의 차녀, 서명애의 동생
- 조재현(박태현) : 서경애 남편, 서명애 제부, 서태일·마인순 여사 부부의 막냇사위